# CONCACAF Champions Cup 2024
Der CONCACAF Champions Cup 2024 war die erste Spielzeit des wichtigsten Wettbewerbs für Vereinsmannschaften in Nord- und Zentralamerika sowie der Karibik im Fußball unter diesem Namen und die 59. insgesamt. Das Turnier begann am 6. Februar mit der ersten Runde und endete mit dem Finale am 1. Juni 2024. Titelverteidiger Club León aus Mexiko konnte sich nicht für den Wettbewerb qualifizieren.
Der mexikanische Verein CF Pachuca gewann den Wettbewerb zum sechsten Mal durch einen 3:0-Sieg im Finale gegen Columbus Crew und qualifizierte sich damit für den FIFA-Interkontinental-Pokal 2024 und die FIFA-Klub-Weltmeisterschaft 2025 in den Vereinigten Staaten. Torschützenkönig wurde der Venezolaner Salomón Rondón von CF Pachuca mit neun Toren. Er wurde außerdem zum besten Spieler des Wettbewerbs ernannt.

## Modus
Der Modus hatte sich gegenüber den vorherigen Spielzeiten verändert. Das Teilnehmerfeld des Turniers wurde um elf Mannschaften erhöht und vor dem Achtelfinale wurde eine weitere Runde eingesetzt. Am CONCACAF Champions Cup 2024 nahmen so 27 Mannschaften aus zehn Nationen teil. Der Wettbewerb wurde weiterhin ausschließlich im K.-o.-System ausgetragen. Angefangen von der ersten Runde bis einschließlich dem Halbfinale fand jede Runde mit Hin- und Rückspiel statt. Das Finale wurde hingegen als einzelnes Spiel ausgetragen.

## Teilnehmerfeld
Für den Wettbewerb qualifizierten sich die folgenden 27 Mannschaften. Die fünf Teams, die in der ersten Runde ein Freilos hatten, sind entsprechend gekennzeichnet (AF).
| - Mexiko (Liga MX 2022/23) - CF Pachuca (AF) - UANL Tigres - Deportivo Toluca - Deportivo Guadalajara - CF Monterrey - Club América - Vereinigte Staaten (MLS 2023 und Open Cup 2023) - Columbus Crew (AF) - FC Cincinnati - St. Louis City - Orlando City - New England Revolution - Houston Dynamo - Kanada (Pokal 2023 und CPL 2023) - Vancouver Whitecaps - Forge FC - Cavalry FC |  | - Nordamerika (Leagues Cup 2023) - Inter Miami (AF) - Nashville SC - Philadelphia Union - Zentralamerika (Central American Cup 2023) - LD Alajuelense (AF) - Real Estelí - CS Herediano - CA Independiente - CD Saprissa - CSD Comunicaciones - Karibik (Caribbean Cup 2023) - SV Robinhood (AF) - Cavalier FC - Moca FC |

## Erste Runde
Die Auslosung fand am 13. Dezember 2023 statt. Die Hinspiele wurden am 6. und 7. sowie vom 20. bis zum 22. Februar und die Rückspiele vom 13. bis zum 15. sowie vom 27. bis zum 29. Februar 2024 ausgetragen.
|                     | Gesamt    |                        | Hinspiel | Rückspiel |
| ------------------- | --------- | ---------------------- | -------- | --------- |
| CD Saprissa         | 5:6       | Philadelphia Union     | 2:3      | 3:3 n. V. |
| CS Herediano        | (a)4:4(a) | Deportivo Toluca       | 1:2      | 3:2       |
| Real Estelí         | 2:3       | Club América           | 2:1      | 0:2       |
| Forge FC            | 2:5       | Deportivo Guadalajara  | 1:3      | 1:2       |
| CA Independiente    | 0:4       | New England Revolution | 0:1      | 0:3       |
| St. Louis City      | (a)2:2(a) | Houston Dynamo         | 2:1      | 0:1       |
| Vancouver Whitecaps | 1:4       | UANL Tigres            | 1:1      | 0:3       |
| Cavalry FC          | 1:6       | Orlando City           | 0:3      | 1:3       |
| CSD Comunicaciones  | 1:7       | CF Monterrey           | 1:4      | 0:3       |
| Cavalier FC         | 0:6       | FC Cincinnati          | 0:2      | 0:4       |
| Moca FC             | 0:7       | Nashville SC           | 0:3      | 0:4       |

## Achtelfinale
Die Hinspiele wurden vom 5. bis zum 7. März, die Rückspiele vom 12. bis zum 14. März 2024 ausgetragen.
|                        | Gesamt |                | Hinspiel | Rückspiel |
| ---------------------- | ------ | -------------- | -------- | --------- |
| Philadelphia Union     | 0:6    | CF Pachuca     | 0:0      | 0:6       |
| CS Herediano           | 3:1    | SV Robinhood   | 2:0      | 1:1       |
| Deportivo Guadalajara  | 3:5    | Club América   | 0:3      | 3:2       |
| New England Revolution | 5:1    | LD Alajuelense | 4:0      | 1:1       |
| Houston Dynamo         | 1:2    | Columbus Crew  | 0:1      | 1:1       |
| Orlando City           | 2:4    | UANL Tigres    | 0:0      | 2:4       |
| FC Cincinnati          | 1:3    | CF Monterrey   | 0:1      | 1:2       |
| Nashville SC           | 3:5    | Inter Miami    | 2:2      | 1:3       |

## Viertelfinale
Die Hinspiele wurden am 2. und 3. April, die Rückspiele am 9. und 10. April 2024 ausgetragen.
|                        | Gesamt          |              | Hinspiel | Rückspiel |
| ---------------------- | --------------- | ------------ | -------- | --------- |
| CS Herediano           | 1:7             | CF Pachuca   | 0:5      | 1:2       |
| New England Revolution | 2:9             | Club América | 0:4      | 2:5       |
| Columbus Crew          | 2:2 (4:3 i. E.) | UANL Tigres  | 1:1      | 1:1 n. V. |
| Inter Miami            | 2:5             | CF Monterrey | 1:2      | 1:3       |

## Halbfinale
Die Hinspiele wurden am 23. und 24. April, die Rückspiele am 30. April und 1. Mai 2024 ausgetragen.
|               | Gesamt |              | Hinspiel | Rückspiel |
| ------------- | ------ | ------------ | -------- | --------- |
| Club América  | 2:3    | CF Pachuca   | 1:1      | 1:2       |
| Columbus Crew | 5:2    | CF Monterrey | 2:1      | 3:1       |

## Finale
| CF Pachuca                                                                        | CF Pachuca | Columbus Crew | Columbus Crew |
| --------------------------------------------------------------------------------- | --- | --- | ------------- |
| CF Pachuca                                                                        | \| 1. Juni 2024 um 19:15 Uhr (2. Juni um 3:15 Uhr MESZ) in Pachuca (Estadio Hidalgo) \| \| Ergebnis: 3:0 (2:0) \| \| Schiedsrichter: Iván Barton ( El Salvador) \| \| Spielbericht \| | \| 1. Juni 2024 um 19:15 Uhr (2. Juni um 3:15 Uhr MESZ) in Pachuca (Estadio Hidalgo) \| \| Ergebnis: 3:0 (2:0) \| \| Schiedsrichter: Iván Barton ( El Salvador) \| \| Spielbericht \| | Columbus Crew |
| CF Pachuca                                                                        | Carlos Moreno – Luis Rodríguez (85. Carlos Sánchez), Gustavo Cabral, Andrés Micolta, Bryan González – Pedro Pedraza, Nelson Deossa, Miguel Rodríguez (77. Owen González), Érick Sánchez (85. Alán Bautista), Oussama Idrissi (88. Jesús Hernández) – Salomón Rondón Cheftrainer: Guillermo Almada ( Uruguay) | Patrick Schulte – Steven Moreira, Rudy Camacho, Jewhen Tscheberko (68. Malte Amundsen) – Mohamed Farsi (85. Marino Hinestroza), Darlington Nagbe, Aidan Morris, Yaw Yeboah (68. Sean Zawadzki), Alexandru Mățan (68. Jacen Russell-Rowe), Diego Rossi – Cucho Hernández (85. Christian Ramirez) Cheftrainer: Wilfried Nancy ( Frankreich) | Columbus Crew |
| CF Pachuca                                                                        | 1:0 Rondón (12.) 2:0 M. Rodríguez (32.) 3:0 Rondón (67.) | | Columbus Crew |
| CF Pachuca                                                                        | Idrissi (45.+2') | | Columbus Crew |
| 1. Juni 2024 um 19:15 Uhr (2. Juni um 3:15 Uhr MESZ) in Pachuca (Estadio Hidalgo) | | |               |
| Ergebnis: 3:0 (2:0)                                                               | | |               |
| Schiedsrichter: Iván Barton ( El Salvador)                                        | | |               |
| Spielbericht                                                                      | | |               |

## Beste Torschützen
Nachfolgend sind die besten Torschützen der Champions-Cup-Saison aufgeführt. Bei gleicher Anzahl von Treffern sind die Spieler alphabetisch sortiert.
| Rang | Spieler             | Verein                 | Tore |
| ---- | ------------------- | ---------------------- | ---- |
| 01   | Salomón Rondón      | CF Pachuca             | 09   |
| 02   | Alejandro Zendejas  | Club América           | 05   |
| 03   | Julián Carranza     | Philadelphia Union     | 04   |
|      | Tomás Chancalay     | New England Revolution | 04   |
|      | André-Pierre Gignac | UANL Tigres            | 04   |
|      | Henry Martín        | Club América           | 04   |
|      | Brandon Vázquez     | CF Monterrey           | 04   |
| 08   | Cade Cowell         | Deportivo Guadalajara  | 03   |
|      | Julián Quiñones     | Club América           | 03   |
|      | Diego Rossi         | Columbus Crew          | 03   |
|      | Jacob Shaffelburg   | Nashville SC           | 03   |
|      | Facundo Torres      | Orlando City           | 03   |
|      | Giacomo Vrioni      | New England Revolution | 03   |

## Schiedsrichter
Die 51 Spiele wurden von 21 verschiedenen Schiedsrichtern aus 8 Ländern geleitet. Fünf Schiedsrichter stammten aus Mexiko, vier aus Guatemala, drei aus den USA sowie je zwei aus Costa Rica, El Salvador, Honduras und Kanada.
| Schiedsrichter        | Land               | Geboren       | Spiele |     |    |    |
| --------------------- | ------------------ | ------------- | ------ | --- | -- | -- |
| Iván Barton           | El Salvador        | 27. Jan. 1991 | 04     | 013 | 01 | 01 |
| Selvin Brown          | Honduras           | 11. Juni 1993 | 04     | 013 | 01 | 02 |
| Víctor Cáceres        | Mexiko             | 17. Apr. 1986 | 01     | 005 | 0  | 0  |
| Juan Gabriel Calderón | Costa Rica         | 11. Apr. 1987 | 04     | 011 | 0  | 01 |
| Ismael Cornejo        | El Salvador        | 9. Nov. 1987  | 03     | 008 | 0  | 0  |
| Ismail Elfath         | Vereinigte Staaten | 3. Mär. 1982  | 02     | 009 | 0  | 0  |
| Mario Escobar         | Guatemala          | 19. Sep. 1986 | 02     | 004 | 0  | 0  |
| Adonai Escobedo       | Mexiko             | 21. Juli 1987 | 02     | 006 | 0  | 0  |
| Drew Fischer          | Kanada             | 10. Juli 1980 | 03     | 011 | 0  | 01 |
| Fernando Guerrero     | Mexiko             | 14. Sep. 1981 | 02     | 004 | 0  | 0  |
| Keylor Herrera        | Costa Rica         | 7. Jan. 1993  | 01     | 001 | 0  | 0  |
| Pierre-Luc Lauzière   | Kanada             | 8. Dez. 1985  | 01     | 004 | 0  | 01 |
| Bryan López           | Guatemala          | 7. Okt. 1988  | 03     | 007 | 0  | 0  |
| Walter López          | Guatemala          | 25. Sep. 1980 | 03     | 017 | 01 | 0  |
| Julio Luna            | Guatemala          | 1. Jan. 1992  | 01     | 004 | 0  | 0  |
| Said Martínez         | Honduras           | 7. Aug. 1991  | 03     | 013 | 01 | 0  |
| Oshane Nation         | Jamaika            | 10. Jan. 1991 | 04     | 016 | 0  | 0  |
| Marco Ortíz           | Mexiko             | 14. Mär. 1988 | 02     | 004 | 0  | 0  |
| César Arturo Ramos    | Mexiko             | 15. Dez. 1983 | 02     | 002 | 0  | 0  |
| Víctor Rivas          | Vereinigte Staaten |               | 01     | 002 | 0  | 0  |
| Armando Villarreal    | Vereinigte Staaten | 31. Mai 1986  | 03     | 005 | 01 | 0  |
| Gesamt                | Gesamt             | Gesamt        | 51     | 159 | 05 | 06 |